# John Krish
John Jeffrey Krish (né le 4 décembre 1923 à Londres, et mort le 7 mai 2016) est un réalisateur anglais.

## Filmographie
- 1954 : Companions in crime
- 1958 : La Bande des brocanteurs (The salvage gang)
- 1963 : Unearthly stranger
- 1963 : The wild affair
- 1967 : Chapeau melon et bottes de cuir (série TV) - 3 épisodes : 
  - Remontons le temps (Escape in Time )
  - Le Mort vivant (The Living Dead)
  - Une petite gare désaffectée (A Funny Thing Happened on the Way to the Station)
- 1968 : L'Amateur (Decline and fall...of the birdwatcher)
- 1970 : Le Tombeur (The man who had power over women)
- 1982 : Friend or foe
- 1985 : Out of darkness